# Schlacht um Neu Karthago (209 v. Chr.)
Saguntum – Lilybaeum II – Rhone – Ticinus – Trebia – Cissa – Trasimenischer See – Ager Falernus – Geronium – Cannae – Nola I – Nola II – Ibera – Cornus – Nola III – Beneventum I – Syrakus – Tarentum I – Capua I – Beneventum II – Silarus – Herdonia I – Obere Baetis – Capua II – Herdonia II – Numistro – Asculum – Tarentum II – Neu Karthago – Baecula – Grumentum – Metaurus – Ilipa – Crotona – Große Felder – Cirta – Zama
Die Schlacht von Neu Karthago, Schlacht von Carthago Nova, oder Schlacht um Cartagena war ein erfolgreicher römischer Angriff auf die karthagische Stadt Carthago Nova.

## Vorgeschichte
Scipio Africanus segelte im Jahre 210  v. Chr. mit seinem Heer nach Spanien. Ziel seiner Reise war die schlecht bewachte karthagische Stadt Carthago Nova. Er landete einen Tagesmarsch von der Stadt entfernt an der spanischen Ostküste. Die anderen karthagischen Heere waren in Zentralspanien und keines lagerte näher an der Stadt als zehn Tagesmärsche. 

## Die Schlacht
Scipio wusste, dass die eingeschlossenen Verteidiger zahlenmäßig hoffnungslos unterlegen waren. Um sicherzugehen, dass keine Verstärkung käme, ließ er einen Teil der Truppen an der Westseite Stellung nehmen. Während er den Hauptangriff von Norden kommend leitete, beschoss die römische Flotte die Stadt von der Südseite aus. 
Die erste Angriffswelle schlug fehl, doch Scipio formierte sich neu und schlug am Nachmittag ein zweites Mal zu. Nun kamen ihm auch die auf der Westseite stationierten Truppen zu Hilfe und er konnte die Stadt stürmen.

## Folgen
Mit der Besetzung Neu Karthagos durch die Römer musste sich die gesamte Ostküste Spaniens dem römischen Reich unterwerfen.